# Hirundo
Hirundo is een geslacht van zangvogels uit de familie van de zwaluwen (Hirundinidae). De soorten uit dit geslacht zijn de typische zwaluwen, waarvan de boerenzwaluw een zeer wijdverspreide soort is. 

## Kenmerken
De meeste soorten hebben een staalblauw gekleurde rug, rood rond de snavel en ze hebben een lichte tot bleekwitte onderzijde. Behalve de boerenzwaluw (die kosmopoliet is) zijn het soorten van de Oude Wereld.

## Soorten
Het geslacht kent de volgende soorten:
- Hirundo aethiopica  – Ethiopische zwaluw
- Hirundo albigularis  – Witkeelzwaluw
- Hirundo angolensis  – Angolazwaluw
- Hirundo atrocaerulea  – Blauwe zwaluw
- Hirundo dimidiata  – Parelborstzwaluw
- Hirundo domicola  – Hutzwaluw
- Hirundo javanica – Zuidzeezwaluw
- Hirundo leucosoma  – Bontvleugelzwaluw
- Hirundo lucida  – Roodkeelzwaluw
- Hirundo megaensis  – Witstaartzwaluw
- Hirundo neoxena  – Welkomzwaluw
- Hirundo nigrita  – Zwarte zwaluw
- Hirundo nigrorufa  – Benguelazwaluw
- Hirundo rustica  – Boerenzwaluw
- Hirundo smithii  – Roodkruinzwaluw
- Hirundo tahitica – Tahitizwaluw